# Кожуховцы (Дятловский район)
Кожухо́вцы (бел. Кажухоўцы) — деревня в Дворецком сельсовете Дятловского района Гродненской области Белоруссии. По переписи населения 2009 года в Кожуховцах проживало 65 человек.

## География
Кожуховцы расположены в 19 км к юго-востоку от Дятлово, 163 км от Гродно, 7 км от железнодорожной станции Новоельня.

## История
В 1921—1939 годах Кожуховцы находились в составе межвоенной Польской Республики. В сентябре 1939 года Кожуховцы вошли в состав БССР.
В 1996 году Кожуховцы входили в состав колхоза имени К. Заслонова. В деревне насчитывалось 103 хозяйства, проживало 179 человек. Имелись животноводческая ферма, магазин, библиотека.